# Artis Planetarium

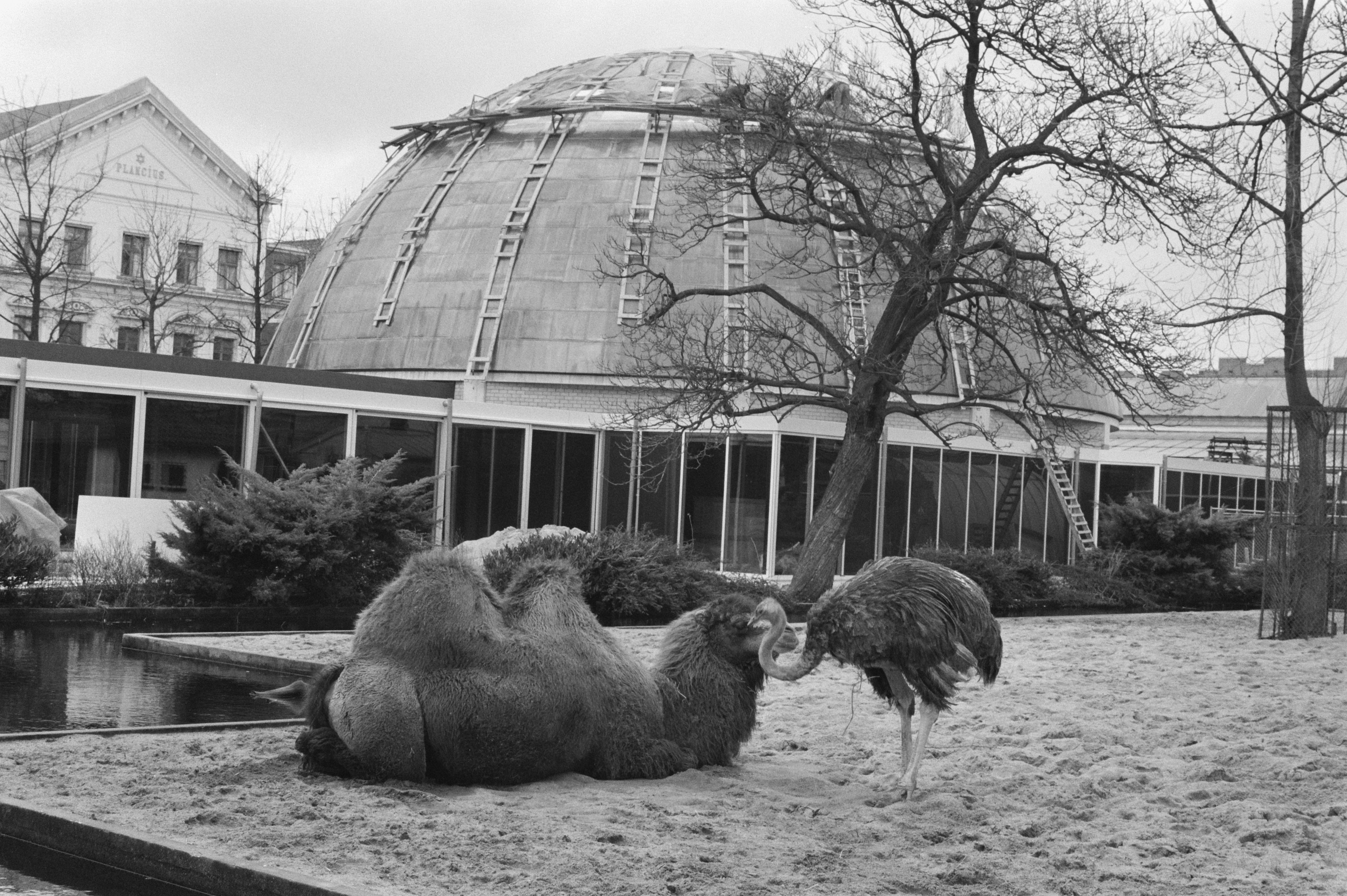
het Artis Planetarium in aanbouw, begin 1988

Het Artis Planetarium is een planetarium op het terrein van de Amsterdamse dierentuin Artis.
Het planetarium ligt in de noordwestelijke hoek van Artis, bij de Plantage Kerklaan, in de Plantagebuurt in Amsterdam-Centrum. Het is voor bezoekers alleen toegankelijk via de ingang van de dierentuin.

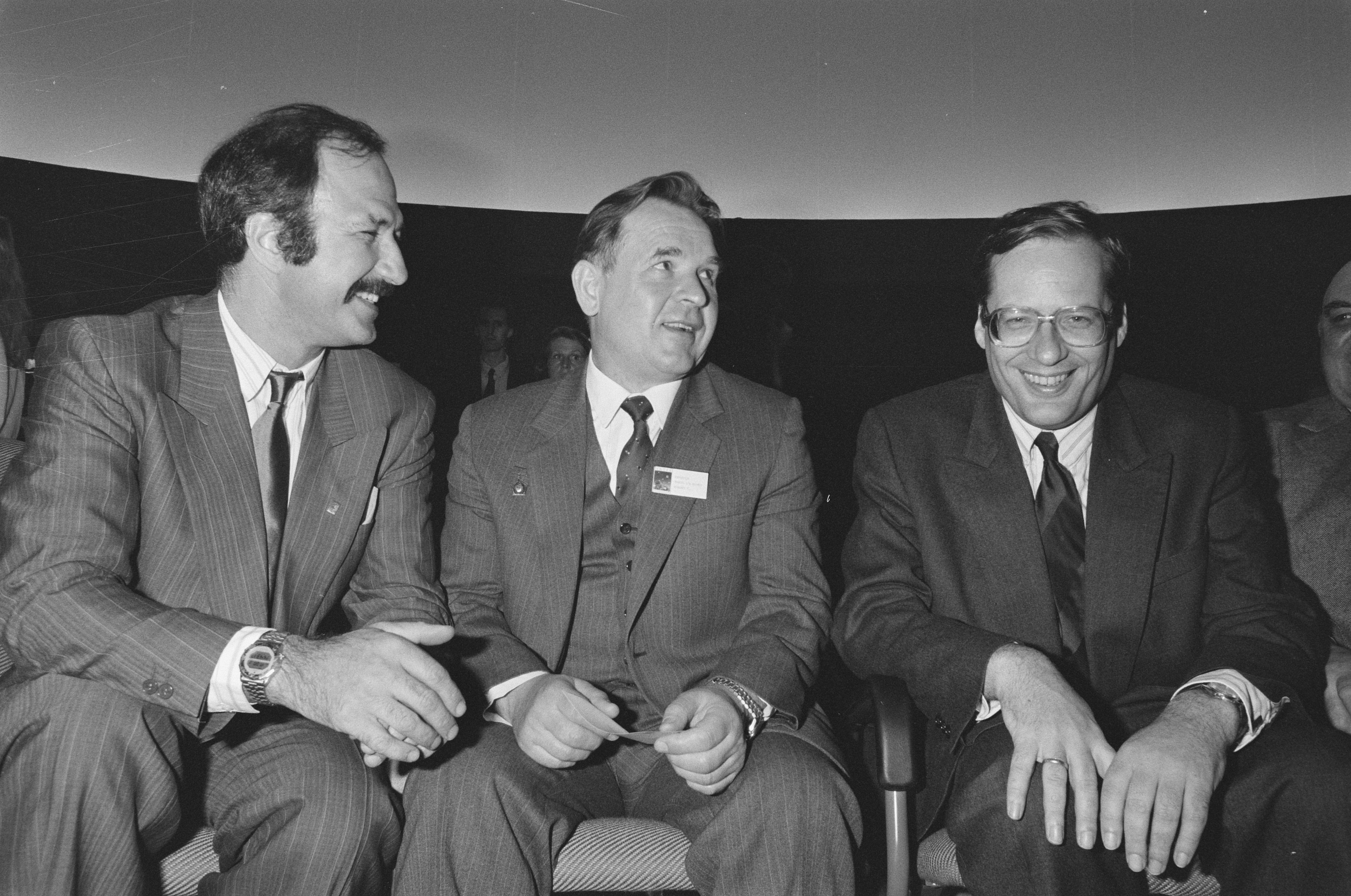
Ockels, Koebasov en Deetman bij de opening in 1988

Het planetarium heeft een bolvormige geodetische koepel, van de (Oost-)Duitse fabriek Zeiss uit Jena, met een grondoppervlak van 628 m². De koepel is zichtbaar vanaf de Plantage Kerklaan en vanaf het Entrepotdok.
Het binnenwerk van het planetarium is in 1988 overgenomen van het Planetarium Amsterdam bij de Gaasperplas dat was gebouwd voor de Floriade van 1982. De journalist en ruimtevaart-deskundige Piet Smolders was van 1987 tot 2001 de directeur van het Planetarium. Het werd op 2 mei 1988, de dag dat het 150-jarig bestaan van de diergaarde werd gevierd, geopend door de Nederlandse minister van onderwijs en wetenschappen Wim Deetman, met als eregasten de Nederlands astronaut Wubbo Ockels en de Russische kosmonaut Valeri Koebasov.
In 2007 is het planetarium vernieuwd.
Het planetarium heeft een eigen mascotte, het groene buitenaardse knuffelwezen Artis de Marsis, als collega van de Artis-mascotte Artis de Partis. De Nederlandse astronaut André Kuipers heeft Artis de Marsis meegenomen op zijn reis naar het internationaal ruimtestation ISS in 2012.